# ألفريد إرنست وايل مان
ألفريد إرنست وايل مان (بالإنجليزية: Alfred Ernest Wileman)‏ (و. 1860 – 1929 م) هو دبلوماسي، وعالم حشرات من المملكة المتحدة. توفي عن عمر يناهز 69 عاماً.